# Александр, Жак
Дом Жак Алекса́ндр (фр. Jacques Alexandre; 24 января 1653 года, Орлеан — 23 июня 1734 года, там же) — французский учёный монах-бенедиктинец из конгрегации святого Мавра.

## Учёные труды
Издал книгу о часовом мастерстве «Общее рассуждение о часах» (фр. Traité général des horloges, Париж, 1734), которая стала одним из первых сочинений такого рода, напечатанных на французском языке. В сочинении рассматривалось вычисление движения небесных тел, устройство меридиональных приборов, солнечных и астрономических часов. Все последующие писатели этой темы — Тиу́ (Antoine Thiout, 1741), Лепо́т (Jean-André Lepaute, 1755), Берту́ (Ferdinand Berthoud, 1802) — многое у него заимствовали.
В 1698 году Александр представил в академию наук часы с уравнением времени и записку об этом предмете. Почти в то же время, в 1699—1700 годах, по свидетельству английского часовщика Сюлли (Henry Sully), были изготовлены такого же рода часы для испанского короля. Александра можно считать изобретателем часов с уравнением. В своих часах он употребил эллиптическое колесо, обращение которого совершалось астрономический год, и которое уменьшало или увеличивало длину маятника так, чтобы показываемый час соответствовал истинному времени. Его часы имели существенный недостаток: они не показывали среднего времени; астрономы предпочли часы с двойной стрелкой, из которых одна показывала истинное, а другая — среднее время.
Другое сочинение «Рассуждение о морских приливах и отливах» (Traité du flux et reflux de la mer, Париж, 1726) заслужило премию в бордосской академии.
Так же написал ещё 13 сочинений, оставшихся неизданными и касавшихся математики, часового мастерства, металлургии и литья колоколов. Рукописи хранились в библиотеке орлеанского монастыря Notre-Dame de Bonne-Nouvelle (prieuré и abbaye Notre-Dame de Bonne-Nouvelle; ныне здание префектуры), где он умер в 1734 году.